# Archive.is
archive.is (precedentemente archive.today; o archive.vn) è un sito di archiviazione che memorizza screenshot di pagine web. Il suo software recupera una pagina alla volta come fa WebCite, più piccola di 50 MB ciascuna, ma con supporto per siti "moderni" ("Web 2.0") come Google Maps e Twitter.
archive.is utilizza la navigazione senza header per registrare quali risorse incorporate devono essere acquisite per fornire un'archiviazione di alta qualità e crea un'immagine in formato PNG per fornire una visualizzazione statica e non interattiva della rappresentazione.
archive.is può acquisire singole pagine in risposta a richieste specifiche di utenti.

## Storia
archive.is è stato fondato nel 2012. Il nome originariamente era archive.is ma nel maggio 2015 è stato cambiato il nome del mirror principale in archive.is. Nel gennaio 2019 il mirror principale è divenuto archive.is.
Da luglio 2013, archive.is supporta l'interfaccia di programmazione delle applicazioni (API) del Memento Project.

## Caratteristiche
archive.is registra solo testo e immagini, escludendo video, XML, RTF, fogli di calcolo (XLS o ODS) e altri contenuti non statici. Tiene traccia della cronologia delle istantanee salvate, restituendo all'utente una richiesta di conferma prima di aggiungere una nuova istantanea di un indirizzo Internet già salvato.
A partire da gennaio 2020 è stata introdotta l'anteprima dei video salvati da YouTube e, da marzo, un add-on specifico per Firefox.
Ad un dominio di primo livello può essere assegnato un offset fisso che limita il numero di pagine web memorizzabili. La coda viene gestita con logica FIFO: la pagina salvata per prima fra quelle di un dato dominio è anche la prima ad essere cancellata per lasciare spazio a nuove URL. Se ad esempio le pagine memorizzate sono 1 750, l'istruzione https://archive.is/offset=10/http://web.archive.org/* rende come https://archive.is/offset=1785/http://web.archive.org/*.
La barra degli strumenti di ricerca abilita gli operatori di parole chiave avanzate, usando * come carattere jolly. Un paio di virgolette indirizzano la ricerca a una sequenza esatta di parole chiave presenti nel titolo o nel corpo della pagina Web.
Le pagine possono essere cancellate dai gestori del sito successivamente al loro salvataggio che non è permanente.